# 応用地域学会
応用地域学会（おうようちいきがっかい、英語名称：The Applied Regional Science Conference、略称：ARSC）は、地域科学に関する学際的な研究促進を目的として1987年「応用地域科学研究会」として創設された日本の学会。国際地域学会（Regional Science Association International、略称：RSAI）に属する。

## 活動
- 研究会・シンポジウム等の開催
- 国際機関誌等による会員の研究成果の刊行
- 日本国内外の学会・関係機関との連絡[1]
- 賞の授与
  - 坂下賞（2004年創設）[3]
  - 応用地域学会論文賞（英語名：Best Paper Award of ARSC）（2013年創設）

## 学会誌
- 『応用地域学研究』（英語名：Journal of Applied Regional Science）

- Review of Urban & Regional Development Studies（略称：RURDS）（英文ジャーナル）

## 会長
会長の任期は2年で、副会長が次期会長となる。歴代会長は以下のとおりである。
| 応用地域学会会長 | 応用地域学会会長 | 応用地域学会会長       |
| 代               | 氏名             | 在任期間               |
| ---------------- | ---------------- | ---------------------- |
| 1                | 坂下昇           | 1987年12月 - 1990年3月 |
| 2                | 目良浩一         | 1990年4月 - 1992年3月  |
| 3                | 山田浩之         | 1992年4月 - 1994年3月  |
| 4                | 川嶋辰彦         | 1994年4月 - 1995年3月  |
| 5                | 佐々木公明       | 1995年4月 - 1997年3月  |
| 6                | 森杉壽芳         | 1997年4月 - 1999年3月  |
| 7                | 藤田昌久         | 1999年4月 - 2001年3月  |
| 8                | 金本良嗣         | 2001年4月 - 2003年3月  |
| 9                | 井原健雄         | 2003年4月 - 2005年3月  |
| 10               | 柏谷増男         | 2005年4月 - 2007年3月  |
| 11               | 小林潔司         | 2007年4月 - 2009年3月  |
| 12               | 田渕隆俊         | 2009年4月 - 2011年3月  |
| 13               | 黒田達朗         | 2011年4月 - 2013年3月  |
| 14               | 中村良平         | 2013年4月 - 2015年4月  |
| 15               | 文世一           | 2015年4月 - 2017年3月  |
| 16               | 安藤朝夫         | 2017年4月 - 2019年3月  |
| 16               | 大澤義明         | 2019年4月 - （現職）   |